# 亚历山大·涅夫斯基主教座堂 (塔林)

亚历山大·涅夫斯基主教座堂

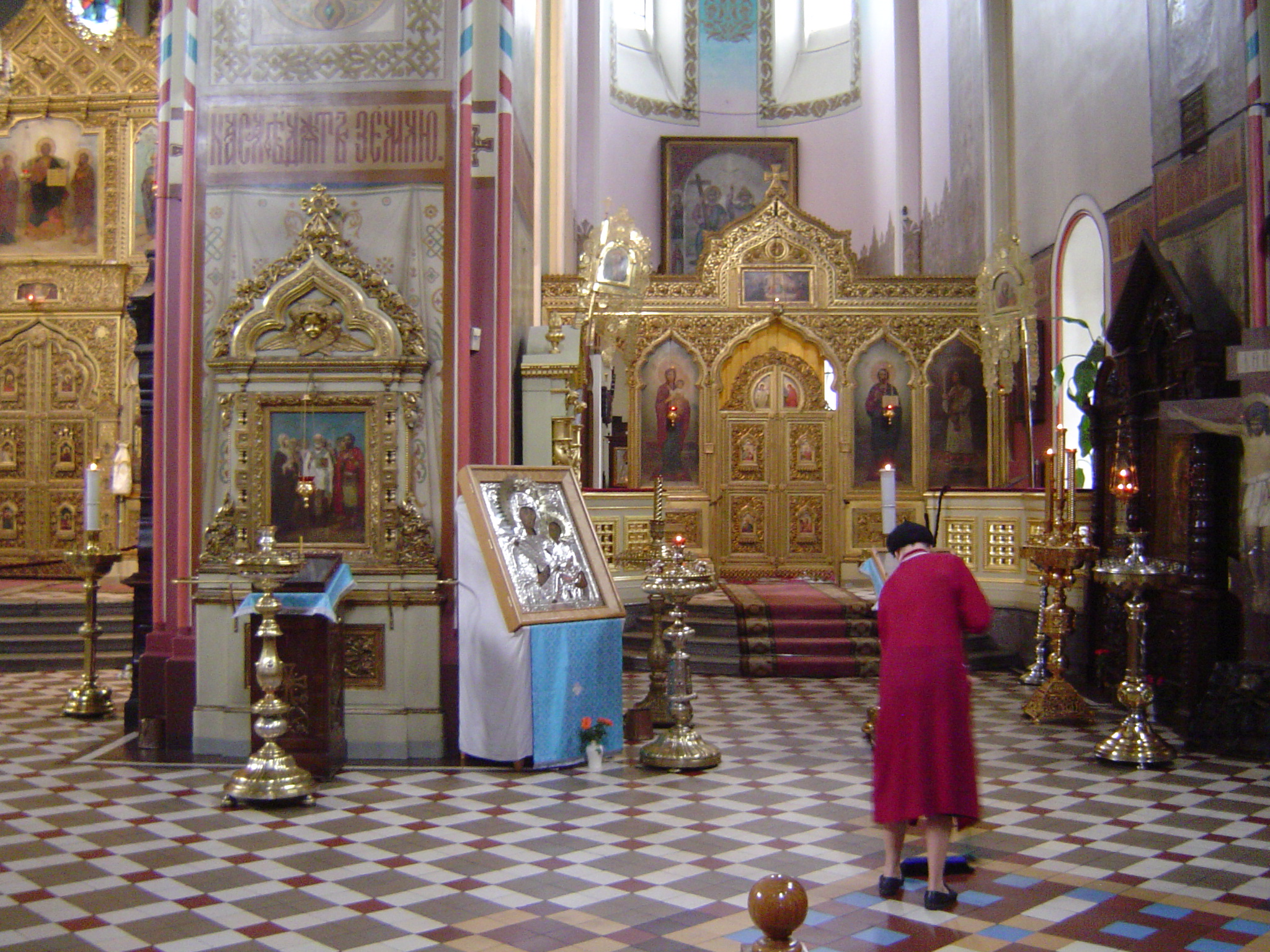
教堂内部

亚历山大·涅夫斯基主教座堂是爱沙尼亚首都塔林的一座东正教教堂，典型的俄罗斯风格，兴建于1894年到1900年，当时塔林处于俄罗斯帝国的统治之下。塔林亚历山大·涅夫斯基主教座堂是塔林最大和最高的圆顶东正教堂。其主保圣人亚历山大·涅夫斯基于1242年在爱沙尼亚边境附近的楚德湖冰面上赢得了冰上之战。
亚历山大·涅夫斯基主教座堂位于塔林老城区的主教座堂山山顶。许多爱沙尼亚人厌恶这座教堂，因为它标志着俄罗斯的统治。爱沙尼亚当局计划在1924年拆除这座教堂，但是由于资金短缺，加之其规模宏大而没有实施这一计划。爱沙尼亚并入苏联以后，教堂被封闭。1991年爱沙尼亚脱离苏联独立后，这座教堂被仔细地恢复。